# Ambrosius van Milaan
De heilige Ambrosius van Milaan (Augusta Treverorum (het huidige Trier), 339 - Milaan, 4 april 397) was een kerkvader. Hij was bisschop van Milaan, en schreef veel werken over de Kerk.

## Leven
Ambrosius werd geboren in Augusta Treverorum (het huidige Trier), waar toen de keizer van het West-Romeinse Rijk resideerde.  Zijn vader vervulde daar de taak van pretoriaans prefect voor de Gallische provincies. Hij stamde uit een rijke Romeinse familie die zich had bekeerd tot het christendom. 
De jonge Ambrosius studeerde in Rome wetenschappen en redenaarskunst, en werd door keizer Valentinianus II als gouverneur van de Noord-Italiaanse provincies naar Milaan gestuurd.
In die tijd bestond in West-Europa het arianisme. In Milaan was de strijd tussen arianen en orthodoxen zo sterk dat na de dood van de bisschop van Milaan, Auxentius, de orthodoxen en arianen allebei hun kandidaten voor de benoeming van een nieuwe bisschop voorstelden en er niet in slaagden om tot een akkoord te komen. In de kathedraal waar de vergadering gehouden werd laaiden de gemoederen zo hoog op dat men Ambrosius, in zijn functie van gouverneur, te hulp riep. Zijn overtuigingskracht en manier van optreden bevielen het volk zo dat men hem eensgezind en geheel onverwacht — hij had geen enkele kerkelijke wijding en was zelfs niet gedoopt — tot bisschop verkoos in 374. Ambrosius liet zich terstond dopen en werd acht dagen later tot bisschop gewijd.
Ambrosius was een groot kerkvader, maar ook een groot politicus. Zijn voornaamste bekommernis als bisschop was de strijd tegen de arianen, die op de sympathie van de keizer konden rekenen. Hij vaardigde veel edicten uit en riep concilies samen gericht tegen deze leer. Ambrosius slaagde erin definitief een eind te maken aan het arianisme door het Concilie van Aquileia (381). Zijn allegoriserende preekstijl lag mede aan de basis van de bekering van de rhetor Augustinus. Deze laatste liet zich met Pasen 387 door Ambrosius dopen, waarbij volgens de legende het gregoriaanse Te Deum — ook bekend als het Ambrosiaanse Lofgezang — zou zijn ontstaan.
Rond 388 werden op instigatie van een bisschop van Callinicum in Mesopotamië joodse synagogen in brand gestoken. Keizer Theodosius had hem hierop gestraft vanwege het schenden van de openbare orde. Ambrosius nu eiste van hem het opheffen van het vonnis tegen de bisschop en weigerde de keizer in de tussentijd de sacramenten.
In 390 legde hij keizer Theodosius I op boete te doen voor de overreactie op het ombrengen van de magister militum Butherik door aanhangers van een populaire wagenmenner in de Griekse stad Thessaloniki. Bij een vergeldingsactie door het Oost-Romeinse leger werden in het bloedbad van Thessaloniki enige duizenden inwoners gedood. Als reactie hierop excummuniceerde Ambrosius de keizer. Slechts na maanden van boetedoening werd hij opnieuw tot de eucharistie toegelaten.
Ambrosius stierf op 4 april 397 en ligt begraven in de basiliek in Milaan die zijn naam draagt, de Basiliek van Sint-Ambrosius (Sant'Ambrogio). Zijn skelet is te zien in de crypte.
Ambrosius is de patroonheilige van de imkers. Een legende vertelt dat boven de wieg van Ambrosius een zwerm bijen vloog. De bijen druppelden honing in de mond van de baby, vandaar dat men spreekt dat de redevoeringen van deze heilige "zoet als honing" waren. Zijn feestdag is op 7 december.

## Werken

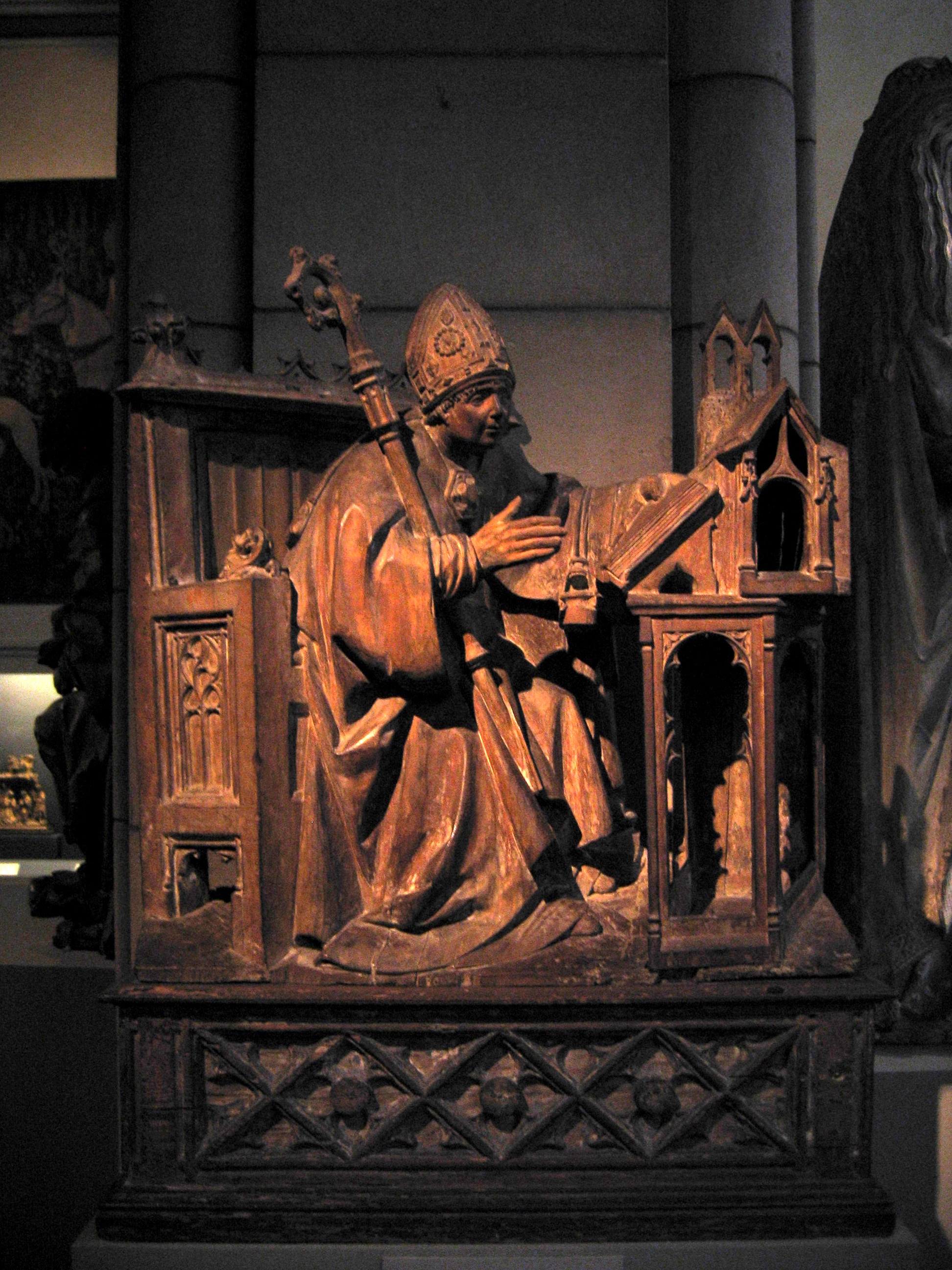
De heilige Ambrosius

Divi Ambrosii Episcopi Mediolanensis Omnia Opera, 1527

Ondanks zijn drukke politieke en diplomatieke activiteiten vond Ambrosius de tijd om heel wat te schrijven, en onderhield hij een levendige correspondentie met andere kerkgeleerden en politici. Zijn werken zijn onder te verdelen in:

### Exegetische werken
Exaemeron: negen homilieën over de zes dagen van de schepping, bestemd om uitgesproken te worden in de week voor Pasen.
Expositio euangelii secundum Lucam: een lang en uitvoerig commentaar op het evangelie volgens Lucas, in Nederlandse vertaling beschikbaar: Peter Eijkenboom S.J, Fried Pijnenborg S.J. en Hans van Reisen, Ambrosius van Milaan, Zingen met mijn geest en ook met mijn verstand, Uitleg van het evangelie volgens Lucas [Expositio euangelii secundum Lucam], Damon, Budel, 2005 - inleiding, vertaling en aantekeningen.
Kleinere exegetische werken en commentaren op verschillende episodes uit de bijbel:
- De Paradiso
- De Cain et Abel
- De Isaac et anima
- De Nabuthe
- De Tobia

### Werken over moraal enascese
De officiis ministrorum: in drie boeken behandelt Ambrosius de plichten van de clerus (geïnspireerd op het gelijknamige werk van Cicero).
De virginibus, De virginitate, Exhortatio virginitatis: een reeks homilieën over de maagdelijkheid.
De viduis: over het weduwschap (dat hij beschouwt als een 'boete' voor de vleselijke zonden begaan tijdens het huwelijk).

### Theologische en dogmatische geschriften
De fide (vijf boeken), De Spiritu Sancto (drie boeken): respectievelijk gewijd aan het christelijk geloof en aan de Heilige Geest, opgedragen aan keizer Gratianus.
De incarnationis dominicae sacramento: over de eucharistie.
De sacramentis: zes boeken over de betekenis van de sacramenten.
De paenitentia: over de penitentie.
Explanatio Symboli ad initiandos: een inleidend traktaat voor pas bekeerde "nieuwe christenen" dat de geloofsbelijdenis uitlegt en wijst op de gevaren van het arianisme.

### Brieven en redevoeringen
Ambrosius schreef ook enkele van de meest bekende liturgische hymnen, die nog steeds deel uitmaken van de Latijnse liturgie, o.a. zijn ochtendhymne (Aeterne Rerum Conditor) en het eerste overgeleverde Kerstlied Veni Redemptor Gentium, later door Maarten Luther vertaald tot Nun komm, der Heiden Heiland. Zijn naam is verder verbonden aan het ambrosiaans, een vorm van het gregoriaans.